# 黄姜安
黄姜安（1912年5月7日—1941年10月22日），共产主义活动家和法国抵抗运动人物。

## 生平
黄姜安1912年4月7日生于法属印度支那西贡。15岁到法国，在里昂的公园高中学习；1938年毕业于图卢兹大学文学专业。
1936年在里昂期间，他担任共产主义学生协会党组书记，在此期间认识了他的妻子杰曼·巴琼。1940年，纳粹德国占领法国，他参加秘密反法西斯活动，散发法国共产党和“苏联之友”传单，宣传与号召法国人民参加抗战。1941年6月18日，黄姜安被纳粹逮捕。1941年10月20日，黄姜安等27名法共党员在内50多名法国囚犯被纳粹处决。

## 评价
阿兰·鲁西奥将黄姜安描述为“世界人民反法西斯斗争中的国际共产主义战士的象征，是法国工人阶级和劳动人民的亲密朋友”。